# Zagros

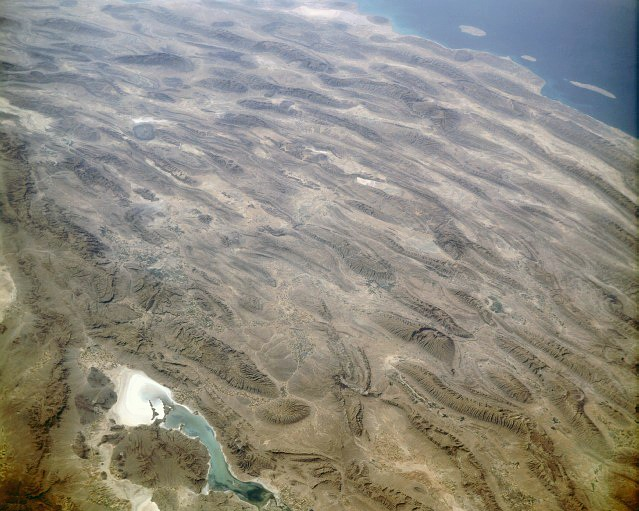
Zagros - satelitní pohled

Zagros (kurdsky: زنجیره‌ چیاکانی زاگروس ; arabsky زاغروس; turecky Zagros Dağları) je rozsáhlé pohoří v západní Asii. Táhne se v délce 1 500 km ze západního Íránu a severního Iráku (jižního Kurdistánu) podél hranic obou zemí až k severnímu pobřeží Perského zálivu. Má šířku 150 až 300 km. Jeho nejvýchodnější část zasahuje až k Hormuzskému průlivu. Nejvyššími vrcholy pohoří jsou Zard Kuh (4 548 m) a Dena (4 359 m). Zagros je největším pohořím Íránu.

## Charakteristika
Hlavní část pohoří se skládá z řady paralelních hřbetů podobné výšky. Obvyklá výška hor se pohybuje mezi 2 500 až 3 000 m. Nejvyšší části pohoří se nachází ve střední části Zagrosu, řada hor zde převyšuje 4 000 m.

## Geologie
Pohoří bylo vyvrásněno v období od svrchní křídy do počátku třetihor. Během tohoto období se vytvořila monumentální série paralelních vrás, z tohoto důvodu je také někdy pohoří nazýváno "vrásový Zagros". Zagros je tvořen sedimentárními horninami, především vápencem.

## Obyvatelstvo
Většina Zagrosu je poměrně řídce osídlena. Města a obce vznikaly především tam, kde to umožňovaly přírodní podmínky. Největším městem v oblasti je jedno z center perské kultury Šíráz.